# Fondation Barnes
La Fondation Barnes (en anglais, The Barnes Foundation) est un musée et une institution éducative qui promeut l'appréciation de l'art et de l'horticulture. Initialement située à Merion, le musée a été déplacé en 2012 dans un nouveau bâtiment situé à 2025 Benjamin Franklin Parkway à Philadelphie, en Pennsylvanie. L'arboretum de la Fondation Barnes est resté à Merion, où il a été proposé qu'il soit maintenu dans le cadre d'un accord d'affiliation éducative à long terme avec l'université Saint-Joseph de Philadelphie.
La Fondation Barnes a été fondée en 1922 par Albert Barnes, qui a fait fortune en co-développant l'Argyrol, un composé d'argent antiseptique utilisé pour lutter contre la gonorrhée et les inflammations des yeux, des oreilles, du nez et de la gorge. Il vendit son entreprise, la AC Barnes Company, quelques mois seulement avant le krach de 1929.
Aujourd'hui, la fondation possède plus de 4 000 objets, dont plus de 900 peintures, dont la valeur est estimée à environ 25 milliards de dollars. Il s'agit principalement d'œuvres de maîtres impressionnistes, postimpressionnistes et modernistes, mais la collection comprend également de nombreuses autres peintures d'artistes européens et américains de premier plan, ainsi que de l'art africain, des antiquités de Chine, d'Égypte et de Grèce, et de l'art amérindien.
Dans les années 1990, la dégradation des finances de la Fondation a conduit ses dirigeants à prendre diverses mesures controversées, notamment en envoyant des œuvres d'art en tournée mondiale et en proposant de déplacer la collection à Philadelphie. Après de nombreux recours judiciaires, le nouveau bâtiment Barnes a ouvert ses portes sur Benjamin Franklin Parkway le 19 mai 2012. L'actuel président et directeur exécutif de la fondation, Thomas « Thom » Collins, a été nommé le 7 janvier 2015.

## Histoire

### Albert Barnes

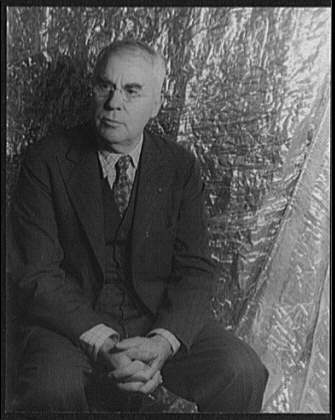
Carl van Vechten, Albert Barnes en 1937, Library of Congress.

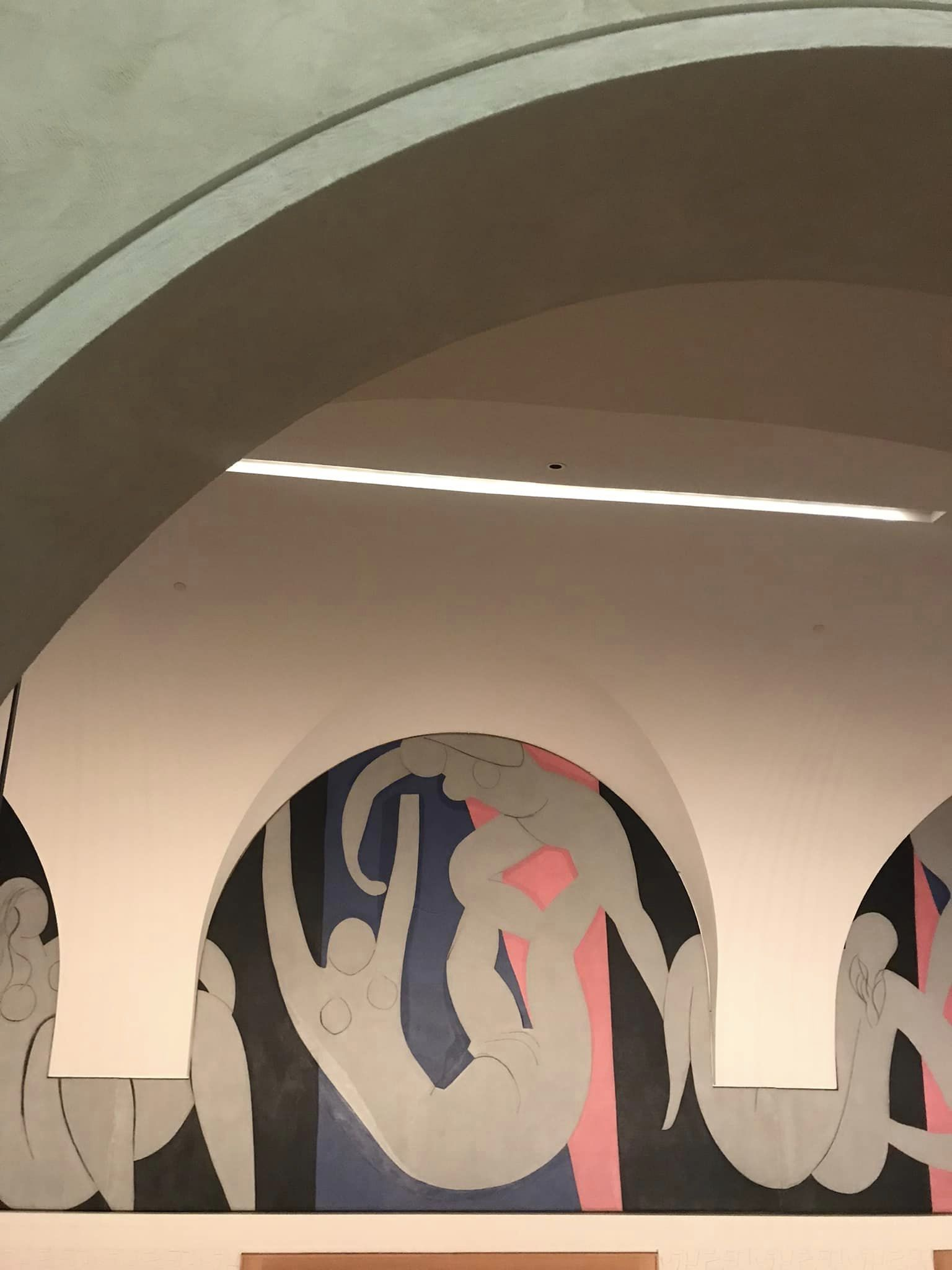
Matisse, panneau central de La Danse de Merion, 1932-1933.

Albert C. Barnes commence à collectionner des œuvres d'art dès 1902, mais devient un collectionneur sérieux en 1912. Il est d'abord assisté par le peintre William James Glackens, un ancien camarade de classe de la Central High School de Philadelphie. Lors d'un voyage d'achat d'art à Paris, Barnes visite Gertrude et Leo Stein à qui il achète ses deux premiers tableaux d'Henri Matisse. Dans les années 1920, il se familiarise avec le travail d'autres artistes modernes tels que Pablo Picasso, Amedeo Modigliani et Giorgio De Chirico par l'intermédiaire de son marchand d'art parisien Paul Guillaume.
Le 4 décembre 1922, il reçoit une charte du Commonwealth de Pennsylvanie établissant la Fondation Barnes en tant qu'institution éducative destinée à la promotion de l'appréciation des beaux-arts et de l'arboriculture. Il achète une propriété à Merion, au 50 Lapsley Lane, auprès du vétéran de la guerre de Sécession et horticulteur, le capitaine Joseph Lapsley Wilson, qui y a fondé un arboretum vers 1880. Il charge l'architecte Paul Philippe Cret de concevoir un complexe de bâtiments, comprenant une galerie, un bâtiment administratif et un bâtiment de services. La Fondation Barnes ouvre officiellement ses portes le 19 mars 1925.
Le bâtiment principal présente plusieurs bas-reliefs cubistes inhabituels commandés par Barnes au sculpteur Chaim Jacob Lipchitz. Des éléments d'art africain décorent le fer forgé extérieur et des carreaux, créés par Enfield Pottery and Tile Works, le portique avant du bâtiment. Barnes construit sa maison à côté de la galerie, qui sert aujourd'hui de bâtiment administratif à la Fondation. Son épouse, Laura Leggett Barnes, crée l'Arboretum de la Fondation Barnes et son programme d'éducation horticole en 1940.
Après avoir rencontré Matisse aux États-Unis, Barnes lui commande La Danse de Merion, réalisé en 1932-1933, un triptyque de 45 pieds sur 15 qui est  placé au-dessus des fenêtres palladiennes dans l'espace principal de la galerie,.

### Programmes d'éducation artistique
En 1908, Barnes organise son entreprise, la AC Barnes Company, sous forme de coopérative, consacrant deux heures de la journée de travail à des séminaires pour ses ouvriers. Ils lisent les philosophes William James, George Santayana et John Dewey. Barnes apporte également une partie de sa collection d'art au laboratoire pour que les employés puissent l'examiner et en discuter. Ce type d’expérience directe avec l’art est inspiré par la philosophie de l'éducation de John Dewey et plante la graine qui, finalement, donne naissance à la Fondation Barnes. Les deux hommes se sont rencontrés lors d'un séminaire à l'université Columbia en 1917, sont devenus des amis proches et collaborent pendant plus de trois décennies.
Inspiré par sa collaboration avec John Dewey, Barnes conçoit sa fondation comme une école plutôt qu'un musée. Comme lui, il croit que l’apprentissage doit être expérientiel. Les cours de base comprennent l'observation d'œuvres d'art originales, la participation à des discussions de groupes, la lecture d'articles sur la philosophie et les traditions de l'art, ainsi qu'un examen objectif de l'utilisation de la lumière, de la ligne, de la couleur et de l'espace par les artistes. Barnes pense que les étudiants apprendront non seulement l'art à partir de ces observations, mais qu'ils développeront également leurs propres capacités de réflexion critique, leur permettant de devenir des membres plus productifs d'une société démocratique.
Les premiers programmes d’éducation de la Fondation Barnes sont enseignés en partenariat avec l’université de Pennsylvanie et l’université Columbia. Les cours à Penn sont d'abord  dispensés par Laurence Buermeyer (1889–1970), titulaire d'un doctorat en philosophie de l'université de Princeton, puis par Thomas Munro (1897–1974), professeur de philosophie et l'un des étudiants de Dewey. Chacun d'eux a occupé le poste de directeur adjoint de l'éducation, tandis que Dewey a occupé le poste largement honorifique de directeur de l'éducation de la Fondation.

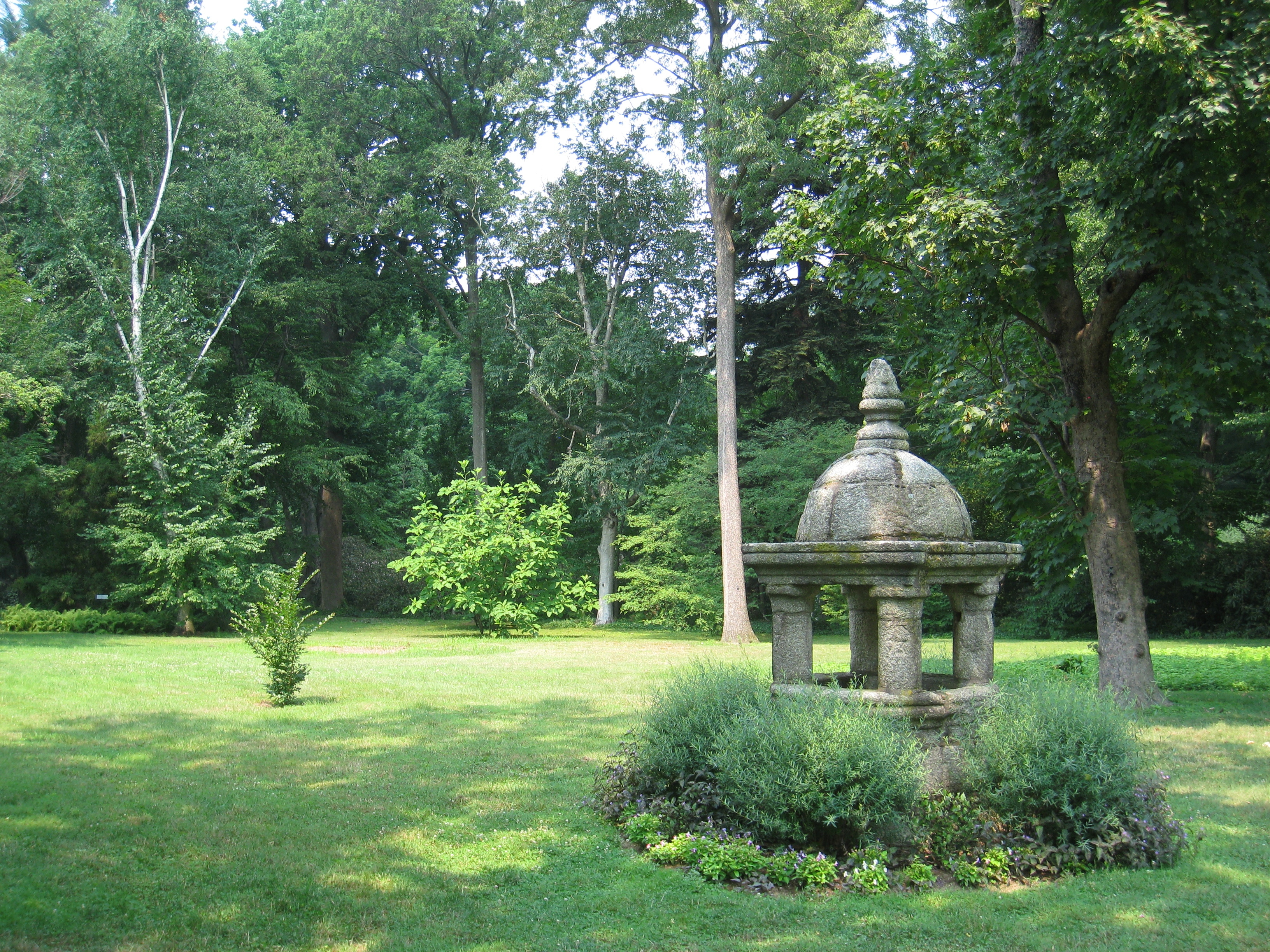
Barnes Foundation, Merion.

Violette de Mazia (1896–1988) est une autre collaboratrice, née à Paris et ayant fait ses études en Belgique et en Angleterre. Embauchée en 1925 pour enseigner le français au personnel de la Fondation, elle devient une proche associée de Barnes, enseignante et co-auteur de quatre publications de la Fondation. Après la mort d'Albert Barnes, elle devient administratrice et directrice de l'éducation du département des arts, continuant à exprimer la philosophie de Barnes dans son enseignement. La Fondation Violette de Mazia est créée après sa mort ; en 2011, la Fondation Barnes conclut un accord avec elle pour permettre aux étudiants de la Fondation de Mazia d'accéder à la collection pour l'éducation artistique après son déménagement à Parkway. En 2015, la Fondation Violette de Mazia cesse ses activités et est absorbée par la Fondation Barnes.
Albert Barnes définit des conditions de fonctionnement détaillées dans un acte de fiducie qui devra être honoré à perpétuité après sa mort. Il s'agit notamment de limiter l'admission du public à deux jours par semaine, afin que l'école puisse utiliser la collection d'art principalement pour les études des étudiants, et d'interdire le prêt d'œuvres de la collection, les reproductions en couleur des œuvres, la visite de la collection et la présentation d'expositions itinérantes d'autres œuvres d'art.
Henri Matisse aurait salué l'école comme le seul endroit sain en Amérique pour voir de l'art.

### Ère post-Barnes
Après une décennie de contestations judiciaires, le public est autorisé à accéder régulièrement à la collection en 1961. L'accès du public est  élargi à deux jours et demi par semaine, avec une limite de 500 visiteurs par semaine ; les réservations sont obligatoires par téléphone au moins deux semaines à l'avance. Harold J. Weigand, rédacteur en chef du Philadelphia Inquirer, avec le consentement du procureur général de Pennsylvanie, mais pas directement en son nom, avait déposée une plainte antérieurement pour obtenir l'accès, mais sans succès

#### Crise financière
En 1992, Richard H. Glanton, président de la fondation, déclare que le musée a besoin d’importantes réparations pour moderniser ses systèmes mécaniques, assurer l’entretien et la préservation des œuvres d’art et améliorer la sécurité. La société de Philadelphie, J.S. Cornell & Son, est choisie comme entrepreneur. Afin de réunir l’argent, Glanton décide de rompre certains termes de l'acte de fiducie. De 1993 à 1995, 83 des peintures impressionnistes et post-impressionnistes de la collection sont envoyées dans le monde entier, attirant de nombreux amateurs dans de nombreuses villes, dont Washington D.C., Fort Worth au Texas, Paris, Tokyo, Toronto et Philadelphie au Philadelphia Museum of Art.
Les revenus tirés de la tournée des tableaux ne suffisent pas encore à assurer le financement. À l’automne 1998, Glanton et sa collègue Niara Sudarkasa se poursuivent mutuellement en justice. L’université Lincoln, qui, selon le contrat de la Fondation Barnes, contrôle quatre des cinq sièges du conseil d’administration, lance une enquête sur les finances de la Fondation. Le conseil d’administration de la Fondation estime qu’une enquête semblable est justifiée pour les activités menées par Glanton pendant son mandat en tant que président. En 1998, le conseil d’administration entreprend un audit judiciaire menée par Deloitte, qui est publié après deux ans d'enquête et qui critique les dépenses et la gestion de Glanton.
En 1998, Kimberly Camp est embauchée comme PDG de la fondation, première professionnelle de l'administration de musées à diriger le Barnes. Au cours de ses sept années de mandat, elle redresse la fondation en difficulté et fournit le soutien nécessaire à la pétition visant à déplacer Barnes à Philadelphie.

#### Projet de déplacement

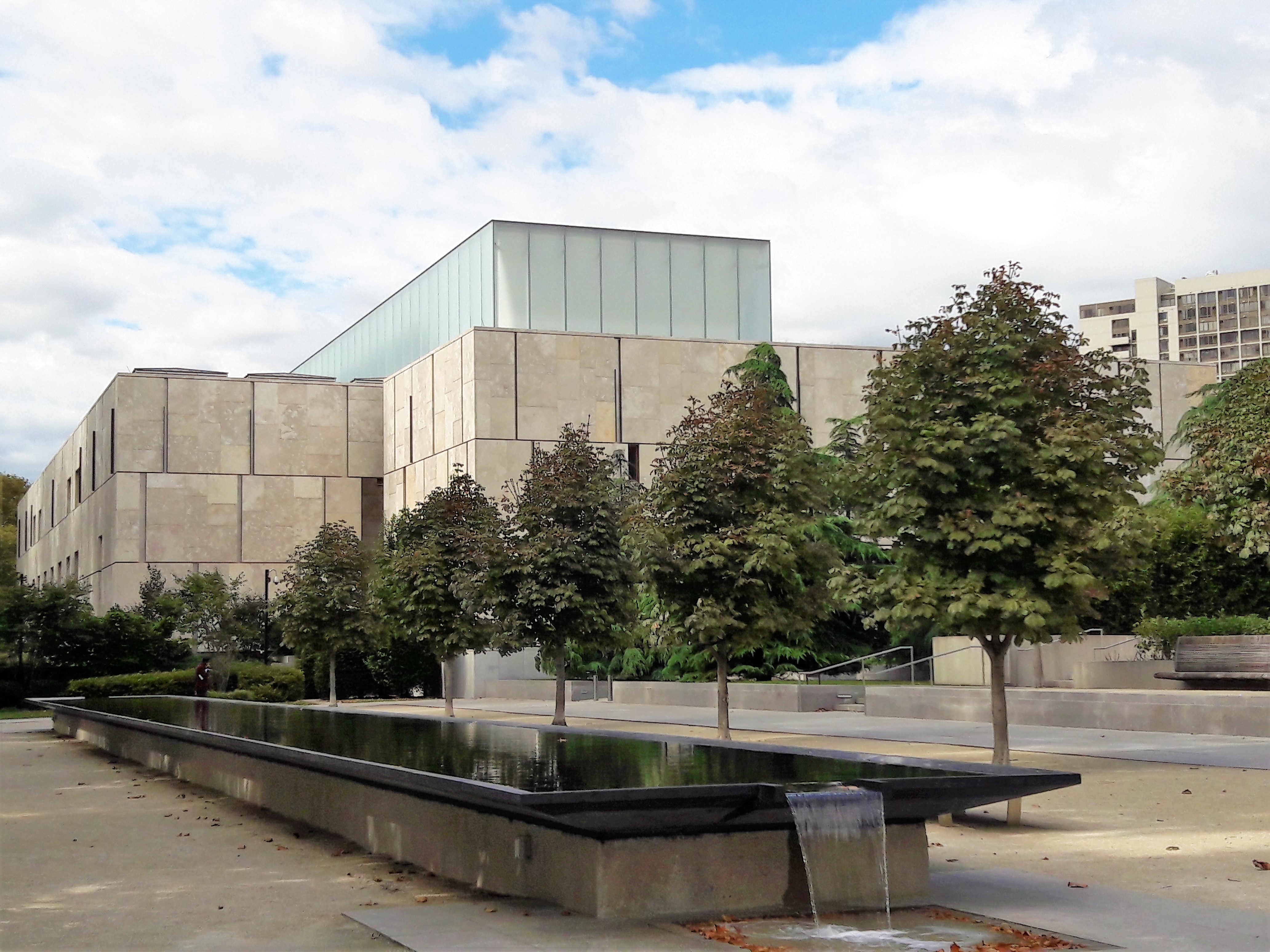
La Fondation Barnes à Philadelphie

Le 24 septembre 2002, la fondation annonce qu'elle demandera au Montgomery County Orphans' Court (qui supervise ses activités) d'autoriser le déplacement de la collection d'art à Philadelphie (qui offre un site sur Benjamin Franklin Parkway) et de tripler le nombre de administrateurs à 15. L'acte de fiducie de la fondation stipule toutefois que les tableaux de la collection doivent être conservés « exactement là où ils se trouvent ».
La fondation fait valoir qu'elle doit élargir le conseil d'administration de cinq membres (dont quatre sont des personnes nommées par l'université Lincoln) à 15 pour augmenter la collecte de fonds. Pour la même raison, il est nécessaire de déplacer la galerie de Merion vers un site du Center City de Philadelphie afin d'avoir un meilleur accès au public. Dans son mémoire au tribunal, la fondation déclare que les donateurs sont réticents à engager des ressources financières régulières en faveur de la galerie, à moins que celle-ci ne devienne plus accessible au public.
Le 15 décembre 2004, après une bataille juridique de deux ans, qui inclut un examen de la situation financière de la fondation, le juge Stanley Ott décide que la fondation peut déménager,. Trois fondations caritatives, The Pew Charitable Trusts, la Lenfest Foundation et la Annenberg Foundation, acceptent d'aider la Fondation Barnes à lever 150 millions de dollars pour un nouveau bâtiment et une dotation, à condition que le déménagement soit approuvé.
Le 13 juin 2005, la présidente de la Fondation, Kimberly Camp, annonce sa démission, qui prendra effet au plus tard le 1er janvier 2006. Elle avait été nommée en 1998 dans le but de stabiliser et de rendre à la fondation sa mission initiale. Au cours de son mandat, elle a lancé le projet d'évaluation de la collection, le premier effort à grande échelle pour cataloguer les œuvres d'art, elle a fait appel à un personnel professionnel, a créé le programme de collecte de fonds, elle a restauré Ker-feal et l'arboretum Barnes et a travaillé avec le conseil d'administration pour approuver les politiques et les procédures visant à rendre la fondation viable. En 2002, le Dr Bernard C. Watson lance la proposition de déplacer le Barnes,. La fondation s'engage à reproduire la disposition artistique des œuvres d'art et des meubles d'Albert Barnes dans le nouveau musée afin de conserver l'observation telle qu'il l'avait prévue

#### Planification

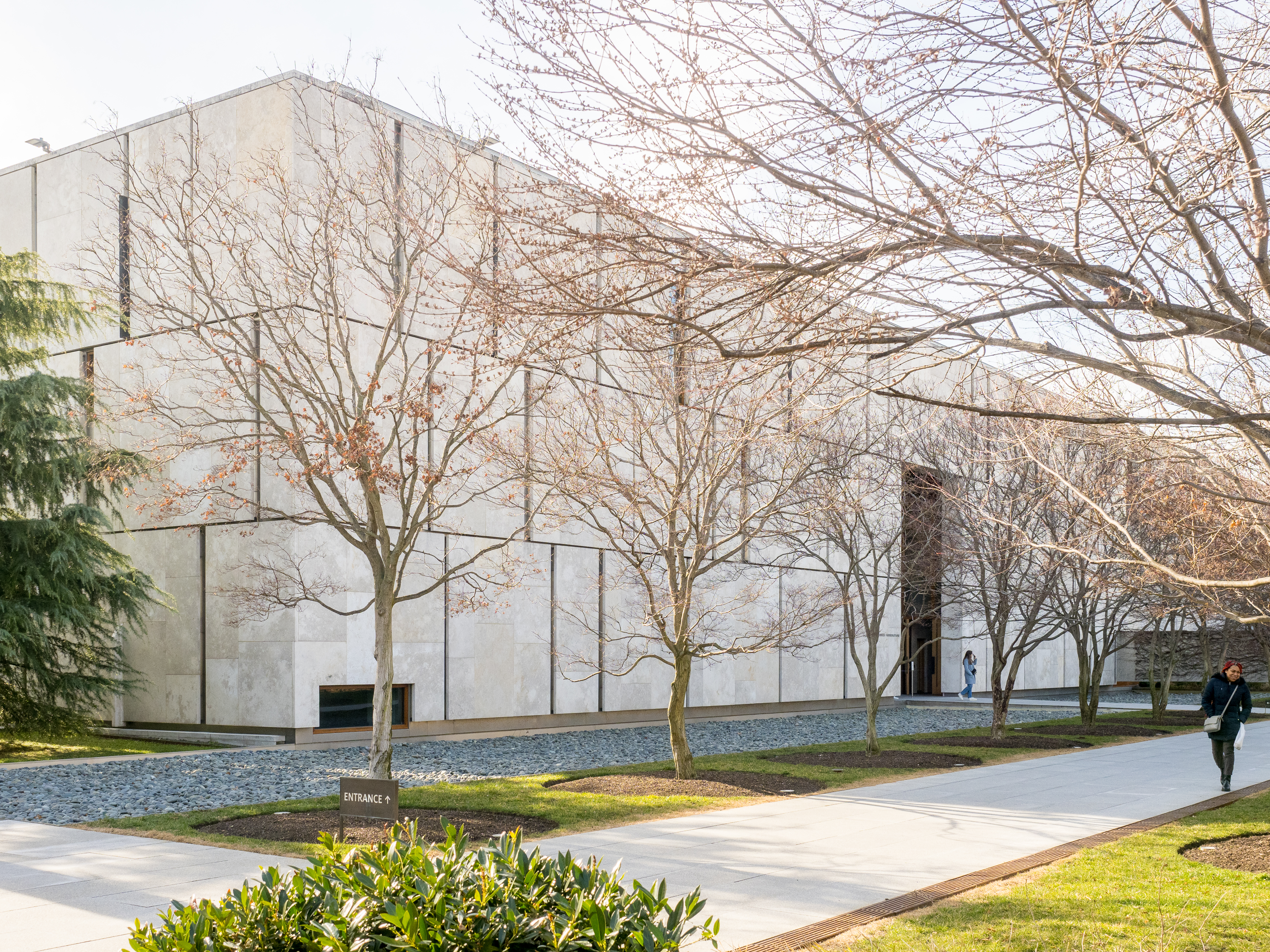
Nouveau bâtiment.

En août 2006, la Fondation Barnes annonce qu'elle entame une étude de planification pour le nouveau musée. Le conseil d'administration choisit Derek Gillman (alors président directeur de la Pennsylvania Academy of the Fine Arts) comme nouveau directeur et président.En juin 2011, la fondation annonce qu'elle a dépassé son objectif de collecte de fonds de 200 millions de dollars, dont 150 millions de dollars seront consacrés à la construction du bâtiment de Philadelphie et aux coûts associés, et 50 millions de dollars à la dotation de la fondation.
La fondation poursuit ses projets de construction d'une nouvelle installation dans le bloc 2000 de Benjamin Franklin Parkway, près du Rodin Museum et du Philadelphia Museum of Art. Tod Williams Billie Tsien Architects de New York sont les architectes principaux du projet de construction. L'équipe du projet comprend le cabinet Ballinger, basé à Philadelphie, en tant qu'architecte associé, OLIN en tant qu'architecte paysagiste et Fisher Marantz Stone en tant que concepteurs d'éclairage. Aegis Property Group agit en tant que gestionnaire de projet externe, avec LF Driscoll en tant que gestionnaire de construction. Le directeur du projet, Bill McDowell, supervise et coordonne le projet pour la fondation.
La construction du nouveau bâtiment commence à l’automne 2009 ; le bâtiment ouvre en mai 2012. Les nouvelles galeries sont conçues pour reproduire l’échelle, la proportion et la configuration des galeries originales de Merion. Les critiques font l’éloge de la nouvelle installation, affirmant que la lumière naturelle supplémentaire améliore l’expérience visuelle. Le nouveau site comprend plus d'espace pour le programme d'éducation artistique de la fondation et le département de conservation, une boutique et un café. Le bâtiment est désigné LEED Platinum et reçoit le 2013 AIA Institute Honor Award for Architecture, le 2013 Building Stone Institute Tucker Award et le prix Apollo 2012 pour l'ouverture du musée de l'année.

#### Litiges
Après la décision du juge Ott en 2004 , The Friends of the Barnes Foundation (Les Amis de la Fondation Barnes) et le comté de Montgomery déposent des mémoires auprès du Montgomery County Orphan's Court pour rouvrir les auditions qui ont autorisé le déménagement. Ils espèrent persuader le juge Ott de rouvrir le dossier en raison de conditions nouvelles affectant le comté. Le 15 mai 2008, Ott publie un avis rejetant la demande des Friends of the Barnes Foundation et des commissaires du comté de Montgomery de rouvrir l'affaire en raison d'un manque d'intérêt à agir. Le membre du Congrès Jim Gerlach a fortement soutenu le maintien du musée Barnes à Merion,.
Le 20 mai 2009, The Friends of the Barnes Foundation se présentent devant les commissaires de la Delaware River Port Authority (DRPA) à Camden (New Jersey), pour leur demander de reconsidérer leur autorisation de 2003 d'une subvention de 500 000 $ pour le projet de déménagement de la fondation. Ils soutiennent qu'il n'y avait pas suffisamment de preuves d'un avantage économique substantiel pour Philadelphie et que la DRPA n'avait pas entrepris l'évaluation économique nécessaire pour évaluer l'impact sur les deux sites. Ils présentent une étude de l'économiste Matityahu Marcus qui remet en cause les avantages revendiqués. La DRPA déclare qu'elle examinera la demande des Friends, mais ne modifie pas sa décision. L'histoire est relatée dans le documentaire de HBO The Collector.
Fin février 2011, The Friends of the Barnes Foundation déposent une requête pour rouvrir le dossier. Une nouvelle audience, prévue le 18 mars, est reportée au 3 août 2011. Le tribunal ordonne à la Fondation et au bureau du procureur général, qui ont plaidé en faveur de cette mesure, d'expliquer pourquoi l'affaire ne devrait pas être rouverte. Le groupe d'opposition, The Friends of the Barnes Foundation, affirme que The Art of the Steal, un film documentaire de 2009 réalisé par Don Argott sur le déménagement controversé de la Fondation Barnes, révèle que le juge Ott n'avait pas toutes les preuves en 2006, lorsqu'il a approuvé ce transfert. Le 6 octobre 2011, le juge Ott statue que The Friends of the Barnes Foundation n'ont aucune base légale et qu'il n'y a aucune nouvelle information dans le film,.

#### Après le déménagement
Après le déménagement, la Fondation Barnes conserve la propriété du bâtiment de Merion, l'utilisant comme espace de stockage. En 2018, l'Université Saint-Joseph signe un contrat de bail de 30 ans sur le bâtiment et son arboretum attenant au coût de 100 $ par an, l'Université Saint-Joseph s'engageant à payer les frais d'entretien et de sécurité de la propriété. Le bail permet à l'université d'accrocher ses propres œuvres d'art dans l'espace de la galerie. Le musée, qui est modernisé et rebaptisé Frances M. Maguire Art Museum at St. Joseph’s University ouvre ses portes en 2023. Sa collection comprend l'une des plus grandes collections d'art colonial latino-américain de la région, ainsi que des moulages en plâtre restaurés de la collection du Metropolitan Museum of Art.

## Collection

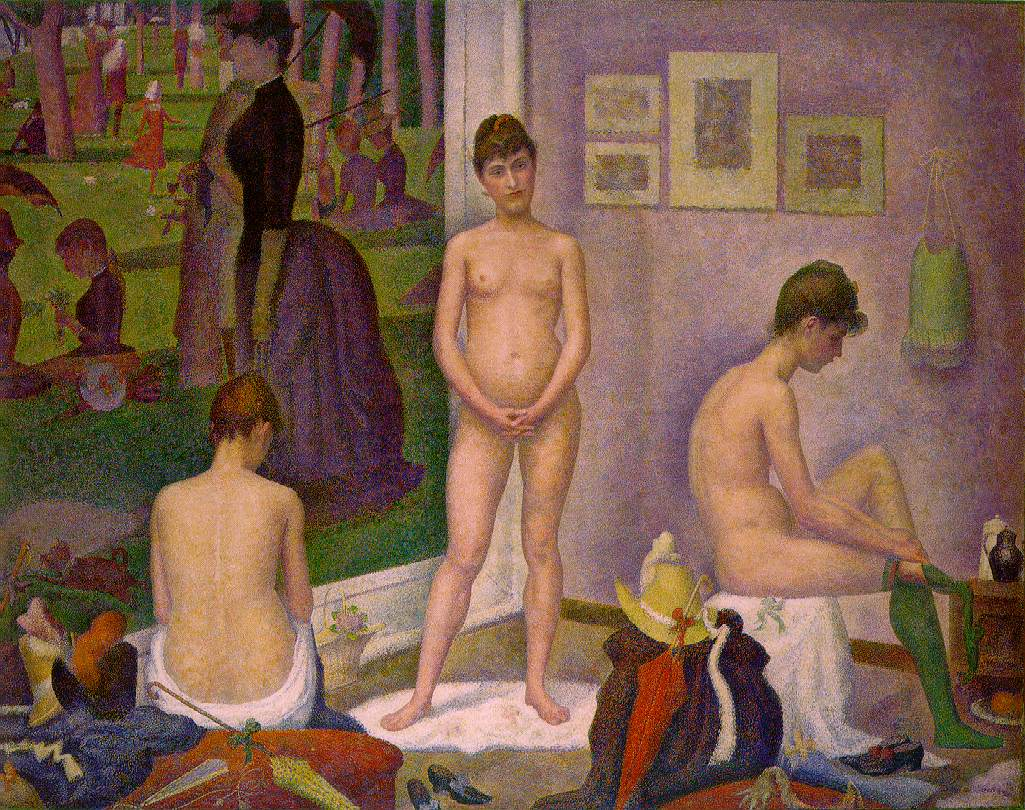
Georges Seurat, Les Poseuses, 1886-1888.

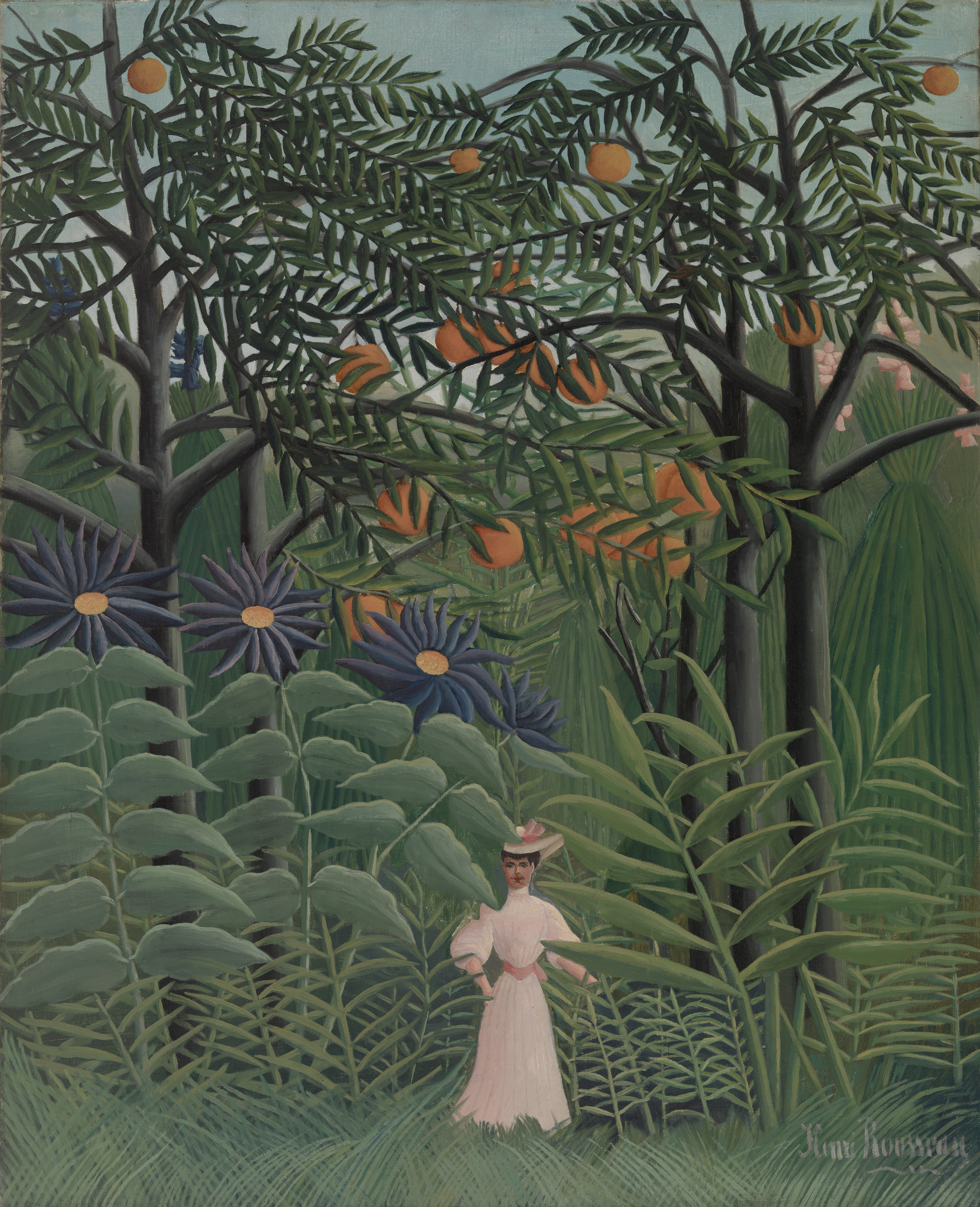
Henri Rousseau, Femme se promenant dans une forêt exotique, 1905.

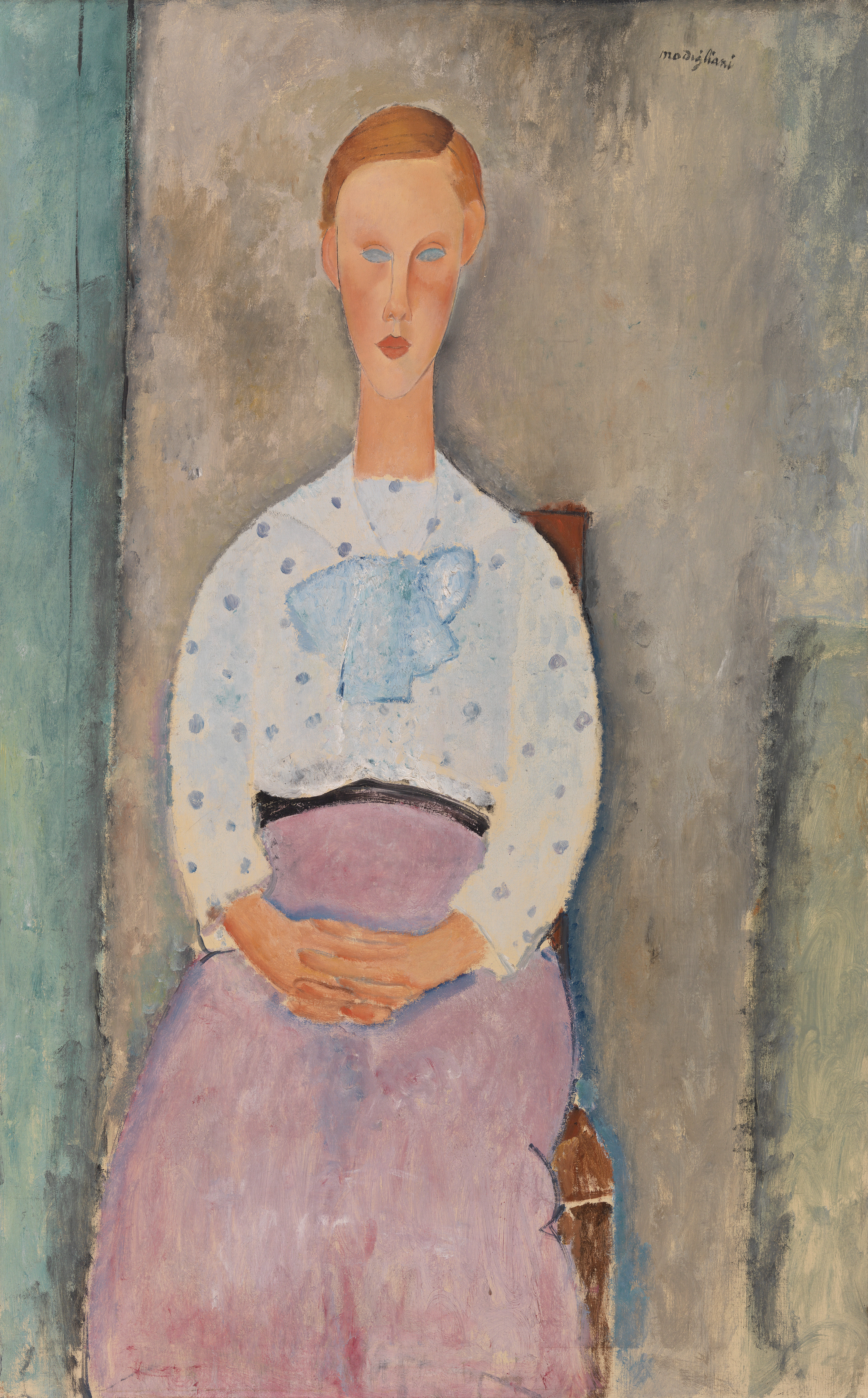
Amedeo Modigliani, Jeune Fille au corsage à pois, 1919.

La collection rassemble des toiles impressionnistes et post-impressionnistes :
- 181 Renoir,
- 69 Cézanne, dont :
  - Léda au cygne, vers 1880
  - La Montagne Sainte-Victoire vue de Bellevue, vers 1885
- 59 Matisse, dont :
  - La Joie de vivre, 1905-1906
  - Le Madras rouge, 1907
  - L'Atelier aux poissons rouges, 1912
  - Le Rifain assis, 1912
  - La Leçon de musique, 1917
  - La Danse de Merion, 1932-1933
  - Deux Fillettes, fond jaune et rouge, 1947
- 46 Picasso,
- 21 Soutine,
- 18 Douanier Rousseau, dont :
  - Le Bateau-lavoir du pont de Charenton, vers 1895
  - La Famille, entre 1890 et 1900
  - Le Passé et le Présent, 1899
  - Mauvaise Surprise, 1901
  - Éclaireurs attaqués par un tigre, 1904
  - Femme se promenant dans une forêt exotique, 1905
  - Singes et perroquet dans la forêt vierge, vers 1905-1906
  - Le Repas du lapin, 1908
- 16 Modigliani, dont :
  - La Jolie Ménagère, 1915
  - Portrait de Beatrice Hastings, 1916
  - Nu couché de dos, 1917
  - Cyprès et maisons à Cagnes, 1919
  - Jeanne Hébuterne, 1919
  - Jeune Fille au corsage à pois, 1919
  - Madame Hanka Zborowska accoudée à une chaise, 1919
- 11 Degas,
- 7 Van Gogh,
- 6 Seurat, dont Les Poseuses, entre 1886 et 1888
- 2 Hayden,

et de nombreuses œuvres de créateurs classiques ou modernes, notamment des toiles de Giorgio De Chirico, Rubens, Titien, Gauguin, Le Greco, Jean Hugo, William James Glackens, Charles Demuth, Camille Pissarro, Jean Hugo, Paul Klee, Maurice Utrillo, Roger de La Fresnaye, Horace Pippin, Jules Pascin et Maurice Prendergast.
Francisco de Goya est représenté par Portrait de Jacques Galos, Gustave Courbet par La Femme aux bas blancs, Claude Monet par Le Bateau-atelier et Édouard Manet par Le Bateau goudronné et Blanchisserie (Le Linge).
Le musée abrite également une variété d'œuvres d'art africaines, d'art égyptien, grec et romain antique, d'œuvres amérindiennes, de meubles américains et européens, d'arts décoratifs et de ferronnerie destinés à meubler la villa (de vingt-trois pièces) d'Albert Barnes. IL abrite également plusieurs œuvres importantes du sculpteur cubiste Chaim Jacob Lipchitz.
La collection présente différents types d'œuvres d'art selon la méthodologie de Barnes, dans des « ensembles muraux », souvent aux côtés de fer forgé à la main, de meubles anciens, de bijoux et de sculptures, qui permettent la comparaison et l'étude d'œuvres de différentes périodes, zones géographiques et styles.
L'ensemble de sa collection totalise 2 500 pièces.